# Lewisia glandulosa
Lewisia glandulosa är en källörtsväxtart som först beskrevs av Per Axel Rydberg, och fick sitt nu gällande namn av Keith Clay. Lewisia glandulosa ingår i släktet Lewisia och familjen källörtsväxter. Inga underarter finns listade i Catalogue of Life.